# Ataenius granocostatus
Ataenius granocostatus är en skalbaggsart som beskrevs av Schmidt 1912. Ataenius granocostatus ingår i släktet Ataenius och familjen Aphodiidae. Inga underarter finns listade.